# Кошелев, Михаил Тимофеевич
Михаил Тимофеевич Кошелев (29 октября [11 ноября] 1911, село Чуварлеи, Алатырский уезд, Симбирская губерния — 13 марта 1979, Ташкент) — советский военнослужащий, Герой Советского Союза (1944), гвардии сержант, участник Великой Отечественной войны.

## Биография
Родился в крестьянской семье; окончил 5 классов. С 1926 года жил в Ташкенте. Работал на строительстве Турксиба. В 1933—1936 годах проходил действительную службу в Красной Армии; после демобилизации вернулся в Ташкент.
В марте 1942 года вновь призван в армию Ленинским райвоенкоматом Ташкента. С августа принимал активное участие в боевых действиях в пехоте на фронтах Великой Отечественной войны. Награждён орденом Красного Знамени. В 1943 году — гвардии сержант, командир отделения 310-го гвардейского стрелкового полка 110-й гвардейской стрелковой дивизии.
9 октября 1943 года с группой бойцов ворвался с тыла в село Куцеволовка (Онуфриевский район Кировоградской области), уничтожили гранатами дзот, что позволило открыть путь подразделению. Гвардейцы незаметно подкрались к блиндажу и захватили штаб немецкой воинской части. Советским бойцам удалось взять в плен немецкого офицера с документами, уничтожить несколько гитлеровцев. Затем, сдав пленных командованию, вернулся в бой и в составе танкового десанта принял активное участие в штурме высоты 167,8, где находился вражеский дзот, мешавший продвижению вперёд. В этом бою, проявив героизм и забросав дзот гранатами, был контужен.
Указом Президиума Верховного Совета СССР «О присвоении звания Героя Советского Союза офицерскому, сержантскому и рядовому составу Красной Армии» от 22 февраля 1944 года за «образцовое выполнение боевых заданий командования при форсировании реки Днепр, развитие боевых успехов на правом берегу реки и проявленные при этом отвагу и геройство» удостоен звания Героя Советского Союза с вручением ордена Ленина и медали «Золотая Звезда».
Получив ранения в бою (был контужен), направлен на излечение в госпиталь, после чего был демобилизован по ранению и вернулся в Ташкент. Работал на Ташкентской железной дороге. В 1953 году вступил в КПСС.
Умер 13 марта 1979 года, похоронен на Аллее Героев Воинского кладбища в Ташкенте.

## Награды
- Герой Советского Союза (медаль № 3904, 22.02.1944);
- орден Ленина;
- орден Красного Знамени;
- медали.

## Память
- Именем Героя названа улица в родном селе[4].